# Les Masques blancs
 (avril 2020).
Les Masques blancs (De groene splinters en néerlandais) est le trente-septième album de la série de bande dessinée Bob et Bobette. Il porte le numéro 112 de la série actuelle et a été écrit par Willy Vandersteen et publié dans Tintin du 4 juillet 1956 au 4 septembre 1957.
Le premier album est sorti dans la série bleue en 1957, avec le numéro de série 6. Les Masques blancs était également le dernier album à sortir dans la série bleue originale.

## Synopsis
Alors que Lambique fait un saut en parachute, il retombe dans une forêt entourée de grillages où se cache un gigantesque laboratoire souterrain. Rejoint de Bob et Bobette, il voit à travers un périscope un homme inconscient et décide donc de l'aider. L'homme, faisant partie des masques blancs, explique que ses anciens collègues ont volé le TA1, soit la taupe d'acier, pour s'enfoncer dans une terre préhistorique préservée et voler un métal précieux. Lambique, Bob et Bobette vont donc à leur poursuite avec le TA2 et arrivent sur cette terre hostile, où ils devront faire face à de nombreux dangers.

## Personnages
- Bob
- Bobette
- Lambique
- Person
- Northon
- Muller

## Lieux
- Belgique
- Terre préhistorique

## Autour de l'album
- L'histoire a pour nom Les Masques blancs, or Person, Northon et Muller ont des masques bleus. Dans la version originale, il s'agissait donc de masques blancs au lieu de masques bleus.
- Un appareil qui transperce la terre est apparu quelques années plus tôt dans une histoire de la série rouge : le Terranef (nl) a fait ses débuts à  Le Castel de Cogne a été écrit par dur.
- Le motif d'un monde préhistorique souterrain qui a été conservé plus tard revient dans Le mol os à moelle.
- Vandersteen s'est incorporé ici du thème des mondes perdus et s'est sans doute inspiré de Voyage au centre de la Terre de Jules Verne ou encore de Le Pays ou le temps s'est arrêté, écrit par Edgar Rice Burroughs mais aussi Le Monde perdu  de Sir Arthur Conan Doyle[2].

## Éditions
- De groene splinters, Standaard, 1956 : édition originale de la série bleue en néerlandais
- De groene splinters, Standaard, 1971 : édition en quadrichromie en néerlandais
- Les Masques blancs, Erasme, 1971 : édition actuelle en français